# Tadeusz Kilian
Tadeusz Kilian (ur. 8 sierpnia 1945 w Skórczu) – polski adwokat, poseł na Sejm III kadencji.

## Życiorys
Absolwent Wydziału Prawa i Administracji Uniwersytetu Mikołaja Kopernika w Toruniu. Z zawodu adwokat, bronił osób oskarżonych w licznych procesach politycznych w latach 80. Po 1989 występował m.in. jako pełnomocnik NSZZ „Solidarność” w procesach dotyczących Grudnia 1970.
W 1991 ubiegał się o mandat posła z listy PC. Był posłem na Sejm III kadencji z listy AWS z okręgu Gdańsk. W 2001 został powołany jako reprezentant Sejmu do składu Krajowej Rady Sądownictwa. Następnie do 2005 pełnił funkcję sędziego Trybunału Stanu z rekomendacji posłów Platformy Obywatelskiej. Od 2006 prokurator w Głównej Komisji Ścigania Zbrodni przeciwko Narodowi Polskiemu, działającej w ramach IPN.
W 2009 odznaczony Krzyżem Oficerskim Orderu Odrodzenia Polski.